# Triatlon op de Gemenebestspelen 2014
Triatlon is een van de sporten die beoefend werden op de Gemenebestspelen 2014. Het triatlontoernooi vond plaats op 24 en 26 juli in Strathclyde Country Park.

## Medailles

### Medaillewinnaars
| Onderdeel          | Goud | Goud                                                             | Zilver | Zilver                                                     | Brons | Brons                                             |
| ------------------ | ---- | ---------------------------------------------------------------- | ------ | ---------------------------------------------------------- | ----- | ------------------------------------------------- |
| Mannen             | ENG  | Alistair Brownlee                                                | ENG    | Jonathan Brownlee                                          | RSA   | Richard Murray                                    |
| Vrouwen            | ENG  | Jodie Stimpson                                                   | CAN    | Kirsten Sweetland                                          | ENG   | Vicky Holland                                     |
| Gemengde estafette | ENG  | Vicky Holland Jonathan Brownlee Jodie Stimpson Alistair Brownlee | RSA    | Kate Roberts Henri Schoeman Gillian Sanders Richard Murray | AUS   | Emma Moffatt Aaron Royle Emma Jackson Ryan Bailie |

## Medailleklassement
| Plaats | Land        | Goud | Zilver | Brons | Totaal |
| 1      | Engeland    | 3    | 1      | 1     | 5      |
| 2      | Zuid-Afrika | 0    | 1      | 1     | 2      |
| 3      | Canada      | 0    | 1      | 0     | 1      |
| 4      | Australië   | 0    | 0      | 1     | 1      |
| Totaal | Totaal      | 3    | 3      | 3     | 9      |